# Copa d'Àfrica de Nacions 2012
La XXVIII Copa d'Àfrica de Nacions es va disputar a Gabon i a Guinea Equatorial entre el 21 de gener i el 12 de febrer del 2012.
El 3 de setembre del 2010 van començar les eliminatòries que van definir quines 14 seleccions acompanyarien les dues organitzadores en aquest campionat.

## Selecció d'amfitrió
Un total de 8 candidatures foren presentades per organitzar la Copa d'Àfrica de Nacions 2010. El 4 de setembre de 2006, la CAF assignà les tres següents edicions a Angola, Guinea Equatorial/Gabon i Líbia, respectivament. Nigèria fou declarada reserva, per si algun país fallava. Posteriorment l'edició del 2014 passà al 2013, començant la competició en anys senars.
| Resultats                 | Resultats          |
| Nació                     | Veredicte          |
| ------------------------- | ------------------ |
| Angola                    | Escollida CAN 2010 |
| Gabon / Guinea Equatorial | Escollida CAN 2012 |
| Líbia                     | Escollida CAN 2014 |
| Nigèria                   | Escollida reserva  |
| Moçambic                  | Desestimada        |
| Namíbia                   | Desestimada        |
| Senegal                   | Desestimada        |
| Zimbàbue                  | Desestimada        |

## Equips classificats

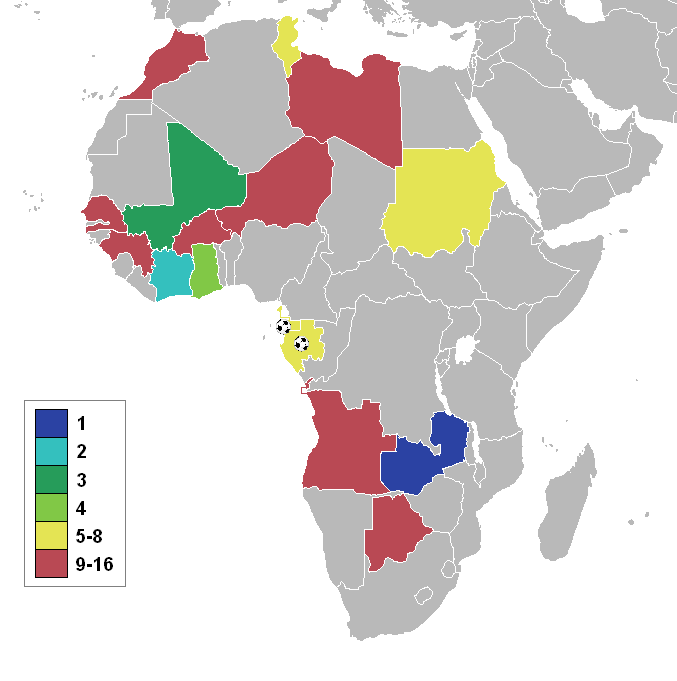
Països participants i classificacions

Hi van participar 16 seleccions:
- Angola
- Gabon
- Líbia
- Senegal
- Botswana
- Ghana
- Mali
- Sudan
- Burkina Faso
- Guinea
- Marroc
- Tunísia
- Costa d'Ivori
- Guinea Equatorial
- Níger
- Zàmbia

## Seus
Els quatre estadis on es disputà el campionat:
| Libreville                                                              | Franceville                                                             | Bata                                                               | Malabo                                                             |
| ----------------------------------------------------------------------- | ----------------------------------------------------------------------- | ------------------------------------------------------------------ | ------------------------------------------------------------------ |
| Stade d'Angondjé                                                        | Stade de Franceville                                                    | Estadio La Libertad                                                | Nuevo Estadio de Malabo                                            |
|                                                                         |                                                                         | Estadio La Libertad de Bata                                        | Nuevo Estadio de Malabo                                            |
| Capacitat: 40.000                                                       | Capacitat: 35.000                                                       | Capacitat: 22.000 (ampliació: 40.000)                              | Capacitat: 15.250 (ampliació: 30.000)                              |
| FrancevilleLibreville Localització de les ciutats amfitriones gaboneses | FrancevilleLibreville Localització de les ciutats amfitriones gaboneses | BataMalabo Localització de les ciutats amfitriones equatoguineanes | BataMalabo Localització de les ciutats amfitriones equatoguineanes |

## Fase de grups
Els grups A i B es jugaren a Guinea Equatorial, mentre que els C i D es jugaren a Gabon.
Les hores són en la zona horària d'Àfrica Occidental (UTC+1).

### Grup A
| Equip             | PJ | PG | PE | PP | GF | GC | DG | Pt |
| ----------------- | -- | -- | -- | -- | -- | -- | -- | -- |
| Zàmbia            | 3  | 2  | 1  | 0  | 5  | 3  | +2 | 7  |
| Guinea Equatorial | 3  | 2  | 0  | 1  | 3  | 2  | +1 | 6  |
| Líbia             | 3  | 1  | 1  | 1  | 4  | 4  | 0  | 4  |
| Senegal           | 3  | 0  | 0  | 3  | 3  | 6  | -3 | 0  |

| Guinea Equatorial | 1 - 0   | Líbia |
| ----------------- | ------- | ----- |
| Balboa 86'        | Crònica |       |

| Senegal    | 1 - 2   | Zàmbia                  |
| ---------- | ------- | ----------------------- |
| N'Doye 74' | Crònica | Mayuka 12' · Kalaba 20' |

| Líbia       | 2 - 2  | Zàmbia                      |
| ----------- | ------ | --------------------------- |
| Saad 5' 47' | Report | Mayuka 29' · C. Katongo 54' |

Partit programat a les 17h, s'ha endarrerit perquè ha plogut molt.
| Guinea Equatorial      | 2 - 1  | Senegal |
| ---------------------- | ------ | ------- |
| Randy 62' · Kily 90+4' | Report | Sow 89' |

Partit programat a les 20h, es va endarrerir pel retard del Líbia-Zàmbia.
| Guinea Equatorial | 0 - 1  | Zàmbia         |
| ----------------- | ------ | -------------- |
|                   | Report | C. Katongo 68' |

| Líbia            | 2 - 1  | Senegal        |
| ---------------- | ------ | -------------- |
| Boussefi 5', 84' | Report | D. N'Diaye 11' |

### Grup B
| Equip         | PJ | PG | PE | PP | GF | GC | DG | Pt |
| ------------- | -- | -- | -- | -- | -- | -- | -- | -- |
| Costa d'Ivori | 3  | 3  | 0  | 0  | 5  | 0  | +5 | 9  |
| Sudan         | 3  | 1  | 1  | 1  | 4  | 4  | 0  | 4  |
| Angola        | 3  | 1  | 1  | 1  | 4  | 5  | -1 | 4  |
| Burkina Faso  | 3  | 0  | 0  | 3  | 2  | 6  | -4 | 0  |

| Costa d'Ivori | 1 - 0  | Sudan |
| ------------- | ------ | ----- |
| Drogba 39'    | Report |       |

| Burkina Faso  | 1 - 2  | Angola                   |
| ------------- | ------ | ------------------------ |
| A. Traoré 57' | Report | Mateus 48' · Manucho 68' |

| Sudan           | 2 - 2  | Angola               |
| --------------- | ------ | -------------------- |
| Bashir 33', 74' | Report | Manucho 5', 50' (p.) |

| Costa d'Ivori                  | 2 - 0  | Burkina Faso |
| ------------------------------ | ------ | ------------ |
| Kalou 16' · B. Koné 82' (p.p.) | Report |              |

| Sudan             | 2 - 1  | Burkina Faso    |
| ----------------- | ------ | --------------- |
| Mudather 33', 80' | Report | Ouédraogo 90+6' |

| Costa d'Ivori        | 2 - 0  | Angola |
| -------------------- | ------ | ------ |
| Eboué 33' · Bony 65' | Report |        |

### Grup C
| Equip   | PJ | PG | PE | PP | GF | GC | DG | Pt |
| ------- | -- | -- | -- | -- | -- | -- | -- | -- |
| Gabon   | 3  | 3  | 0  | 0  | 6  | 2  | +4 | 9  |
| Tunísia | 3  | 2  | 0  | 1  | 4  | 3  | +1 | 6  |
| Marroc  | 3  | 1  | 0  | 2  | 4  | 5  | -1 | 3  |
| Níger   | 3  | 0  | 0  | 3  | 1  | 5  | -4 | 0  |

| Gabon                        | 2 - 0  | Níger |
| ---------------------------- | ------ | ----- |
| Aubameyang 30' · N'Guéma 45' | Report |       |

| Marroc     | 1 - 2  | Tunísia                |
| ---------- | ------ | ---------------------- |
| Kharja 86' | Report | Korbi 34' · Msakni 75' |

| Níger       | 1 - 2  | Tunísia               |
| ----------- | ------ | --------------------- |
| N'Gounou 8' | Report | Msakni 3' · Jemâa 89' |

| Gabon                                          | 3 - 2  | Marroc                   |
| ---------------------------------------------- | ------ | ------------------------ |
| Aubameyang 77' · Cousin 80' · Mbanangoyé 90+7' | Report | Kharja 25', 90+1' (pen.) |

| Gabon          | 1 - 0  | Tunísia |
| -------------- | ------ | ------- |
| Aubameyang 62' | Report |         |

| Níger | 0 - 1  | Marroc       |
| ----- | ------ | ------------ |
|       | Report | Belhanda 79' |

### Grup D
| Equip    | PJ | PG | PE | PP | GF | GC | DG | Pt |
| -------- | -- | -- | -- | -- | -- | -- | -- | -- |
| Ghana    | 3  | 2  | 1  | 0  | 4  | 1  | +3 | 7  |
| Mali     | 3  | 2  | 0  | 1  | 3  | 3  | 0  | 6  |
| Guinea   | 3  | 1  | 1  | 1  | 7  | 3  | +4 | 4  |
| Botswana | 3  | 0  | 0  | 3  | 2  | 9  | -7 | 0  |

| Ghana      | 1 - 0  | Botswana |
| ---------- | ------ | -------- |
| Mensah 25' | Report |          |

| Mali          | 1 - 0  | Guinea |
| ------------- | ------ | ------ |
| B. Traoré 30' | Report |        |

| Botswana           | 1 - 6  | Guinea                                                             |
| ------------------ | ------ | ------------------------------------------------------------------ |
| Selolwane 23' (p.) | Report | Diallo 15', 27' · Camara 42' · Traoré 45+3' · Bah 84' · Soumah 86' |

| Ghana                  | 2 - 0  | Mali |
| ---------------------- | ------ | ---- |
| Gyan 63' · A. Ayew 76' | Report |      |

| Botswana  | 1 - 2  | Mali                    |
| --------- | ------ | ----------------------- |
| Ngele 50' | Report | Dembélé 56' · Keita 75' |

| Ghana             | 1 - 1  | Guinea             |
| ----------------- | ------ | ------------------ |
| Agyemang-Badu 28' | Report | A. R. Camara 45+2' |

## Eliminatòries
|  | Quarts de final           | Quarts de final          |                           |       | Semifinals  | Semifinals  |  |  | Final                 | Final |
|  |                           |                          |                           |       |             |             |  |  |                       |       |
|  | 4 de febrer – Bata        |                          |                           |       |             |             |  |  |                       |       |
|  |                           |                          |                           |       |             |             |  |  |                       |       |
|  | Zàmbia                    | 3                        |                           |       |             |             |  |  |                       |       |
|  | Zàmbia                    | 3                        | 8 de febrer – Bata        |       |             |             |  |  |                       |       |
|  | Sudan                     | 0                        |                           |       |             |             |  |  |                       |       |
|  | Sudan                     | 0                        | Zàmbia                    | 1     |             |             |  |  |                       |       |
|  | 5 de febrer – Franceville |                          | Zàmbia                    | 1     |             |             |  |  |                       |       |
|  |                           | Ghana                    | 0                         |       |             |             |  |  |                       |       |
|  | Ghana (pr)                | Ghana                    | 0                         | 2     |             |             |  |  |                       |       |
|  | Ghana (pr)                |                          | 12 de febrer – Libreville | 2     |             |             |  |  |                       |       |
|  | Tunísia                   | 1                        |                           |       |             |             |  |  |                       |       |
|  | Tunísia                   | 1                        | Zàmbia                    | 0 (8) |             |             |  |  |                       |       |
|  | 5 de febrer – Libreville  |                          | Zàmbia                    | 0 (8) |             |             |  |  |                       |       |
|  |                           | Costa d'Ivori            | 0 (7)                     |       |             |             |  |  |                       |       |
|  | Gabon                     | Costa d'Ivori            | 0 (7)                     | 1 (4) |             |             |  |  |                       |       |
|  | Gabon                     | 8 de febrer – Libreville |                           | 1 (4) |             |             |  |  |                       |       |
|  | Mali (p)                  | 1 (5)                    |                           |       |             |             |  |  |                       |       |
|  | Mali (p)                  | 1 (5)                    | Mali                      | 0     | Tercer lloc | Tercer lloc |  |  |                       |       |
|  | 4 de febrer – Malabo      |                          | Mali                      | 0     | Tercer lloc | Tercer lloc |  |  |                       |       |
|  |                           | Costa d'Ivori            | 1                         |       |             |             |  |  |                       |       |
|  | Costa d'Ivori             | Costa d'Ivori            | 1                         | 3     | Ghana       | 0           |  |  |                       |       |
|  | Costa d'Ivori             |                          |                           | 3     | Ghana       | 0           |  |  |                       |       |
|  | Guinea Equatorial         | 0                        |                           | Mali  | 2           |             |  |  |                       |       |
|  | Guinea Equatorial         | 0                        |                           |       | 2           |             |  |  |                       |       |
|  |                           |                          |                           |       |             |             |  |  | 11 de febrer – Malabo |       |
|  |                           |                          |                           |       |             |             |  |  |                       |       |

### Quarts de final
| Zàmbia                                    | 3 - 0  | Sudan |
| ----------------------------------------- | ------ | ----- |
| Sunzu 15' · C. Katongo 66' · Chamanga 86' | Report |       |

| Costa d'Ivori                  | 3 - 0  | Guinea Equatorial |
| ------------------------------ | ------ | ----------------- |
| Drogba 36', 69' · Y. Touré 81' | Report |                   |

| Gabon                                               | 1 - 1  | Mali                                           |
| --------------------------------------------------- | ------ | ---------------------------------------------- |
| Mouloungui 55'                                      | Report | Diabaté 84'                                    |
| Tanda de penals                                     |        |                                                |
| Poko · Mbanangoyé · Mouloungui · Aubameyang · Manga | 4 – 5  | Diabaté · Yatabaré · Kanté · B. Traoré · Keita |

| Ghana                          | 2 - 1 (pr) | Tunísia     |
| ------------------------------ | ---------- | ----------- |
| John Mensah 10' · A. Ayew 101' | Report     | Khelifa 42' |

### Semi-finals
| Zàmbia     | 1 - 0  | Ghana |
| ---------- | ------ | ----- |
| Mayuka 78' | Report |       |

| Mali | 0 - 1  | Costa d'Ivori |
| ---- | ------ | ------------- |
|      | Report | Gervinho 45'  |

### Final de consolació
| Ghana | 0 - 2  | Mali             |
| ----- | ------ | ---------------- |
|       | Report | Diabaté 23', 80' |

### Final
| Zàmbia                                                                                   | 0 - 0  | Costa d'Ivori                                                                   |
| ---------------------------------------------------------------------------------------- | ------ | ------------------------------------------------------------------------------- |
|                                                                                          | Report |                                                                                 |
| Tanda de penals                                                                          |        |                                                                                 |
| C. Katongo · Mayuka · Chansa · F. Katongo · Mweene · Sinkala · Chisamba · Kalaba · Sunzu | 8 – 7  | Tioté · Bony · Bamba · Gradel · Drogba · Tiéné · Ya Konan · K. Touré · Gervinho |

## Campió
| Guanyador de Copa d'Àfrica 2012 |
| ------------------------------- |
| · Zàmbia · Primer títol         |

## Estadístiques
Per convenció, els partits decidits a la pròrroga es comptabilitzen com a victòries i derrotes, segons convingui. Els que es decideixen als penals, com a empats.
| Pos                          | Equip             | PJ | PG | PE | PP | GF | GC | DG |
| ---------------------------- | ----------------- | -- | -- | -- | -- | -- | -- | -- |
| 1                            | Zàmbia            | 6  | 4  | 2  | 0  | 9  | 3  | +6 |
| 2                            | Costa d'Ivori     | 6  | 5  | 1  | 0  | 9  | 0  | +9 |
| 3                            | Mali              | 6  | 3  | 1  | 2  | 6  | 5  | +1 |
| 4                            | Ghana             | 6  | 3  | 1  | 2  | 6  | 5  | +1 |
| Eliminats a quarts           |                   |    |    |    |    |    |    |    |
| 5                            | Gabon             | 4  | 3  | 1  | 0  | 7  | 3  | +4 |
| 6                            | Tunísia           | 4  | 2  | 0  | 2  | 5  | 5  | 0  |
| 7                            | Guinea Equatorial | 4  | 2  | 0  | 2  | 3  | 5  | −2 |
| 8                            | Sudan             | 4  | 1  | 1  | 2  | 4  | 7  | −3 |
| Eliminats a la fase de grups |                   |    |    |    |    |    |    |    |
| 9                            | Guinea            | 3  | 1  | 1  | 1  | 7  | 3  | +4 |
| 10                           | Líbia             | 3  | 1  | 1  | 1  | 4  | 4  | 0  |
| 11                           | Angola            | 3  | 1  | 1  | 1  | 4  | 5  | −1 |
| 12                           | Marroc            | 3  | 1  | 0  | 2  | 4  | 5  | −1 |
| 13                           | Senegal           | 3  | 0  | 0  | 3  | 3  | 6  | −3 |
| 14                           | Burkina Faso      | 3  | 0  | 0  | 3  | 2  | 6  | −4 |
| 15                           | Níger             | 3  | 0  | 0  | 3  | 1  | 5  | −4 |
| 16                           | Botswana          | 3  | 0  | 0  | 3  | 2  | 9  | −7 |

## Golejadors
3 gols
- Manucho
- Didier Drogba
- Pierre-Emerick Aubameyang
- Houssine Kharja
- Cheick Diabaté
- Christopher Katongo
- Emmanuel Mayuka

2 gols
- André Ayew
- John Mensah
- Abdoul Camara
- Sadio Diallo
- Ahmed Saad Osman
- Ihaab Boussefi
- Mohamed Ahmed Bashir
- Mudather El Tahir
- Youssef Msakni

1 gol
- Mateus
- Mogakolodi Ngele
- Dipsy Selolwane
- A. Traoré
- Issiaka Ouédraogo
- Wilfried Bony
- Emmanuel Eboué
- Gervinho
- Salomon Kalou
- Touré Yaya
- Daniel Cousin
- Bruno Mbanangoyé Zita
- Eric Mouloungui
- Stéphane N'Guéma
- Emmanuel Agyemang-Badu
- Asamoah Gyan
- Mamadou Bah
- Naby Soumah
- Ibrahima Traoré
- Balboa
- Kily
- Randy
- Garra Dembélé
- Seydou Keita
- Bakaye Traoré
- Younès Belhanda
- William N'Gounou
- Deme N'Diaye
- Dame N'Doye
- Moussa Sow
- Issam Jemâa
- Saber Khelifa
- Khaled Korbi
- James Chamanga
- Rainford Kalaba
- Stophira Sunzu

En pròpia porteria
- Bakary Koné (contra Costa d'Ivori)

## Guardons
| Millor jugador - Christopher Katongo Màxim golejador - Emmanuel Mayuka Jugador més net - Jean-Jacques Gosso Premi al joc net - Costa d'Ivori | Equip ideal de la CAF Porter - Kennedy Mweene Defenses - Jean-Jacques Gosso - Stophira Sunzu - John Mensah - Adama Tamboura Centrecampistes - Emmanuel Mayuka - Yaya Touré - Gervinho - Seydou Keita Davanters - Christopher Katongo - Didier Drogba | Substitute - Boubacar Barry - Rui - Youssef Msakni - Manucho - Éric Mouloungui - Pierre-Emerick Aubameyang - Sadio Diallo - Cheick Diabaté - Houssine Kharja - Mudather El Tahir - Rainford Kalaba - Kwadwo Asamoah |